# Битва при Слим-Бьюттс
Битва при Слим-Бьюттс (англ. Battle of Slim Buttes) — сражение между лакота и армией США во время Войны за Чёрные Холмы, произошедшее с 9 по 10 сентября 1876 года на территории индейской резервации Грейт-Су. Отряд из 150 солдат во главе с капитаном Энсоном Миллсом обнаружил и атаковал индейский лагерь у Слим-Бьюттс, вытеснив лакота из лагеря и удерживая его до тех пор, пока не прибыли основные силы армии генерала Крука, чтобы помочь отразить яростные контратаки индейских воинов. Это была первая значимая победа американской армии после ошеломляющего поражения Джорджа Армстронга Кастера в битве при Литтл-Бигхорн в июне.

## Предыстория
После разгрома Кастера при Литтл-Бигхорн Конгресс США призвал увеличить численность армии и прекратить выдавать пайки индейцам, пока они не откажутся от Блэк-Хилс. Генерал-лейтенант Филип Шеридан, командующий Департаментом Миссури, приказал войскам убедить враждебных индейцев вернуться в свои резервации. Генералы Альфред Терри и Джордж Крук предприняли в конце лета неудачную погоню за северными шайеннами и лакота. Кампания возобновилась 5 августа, а 10 августа объединённые силы, оставив позади свой обоз, чтобы облегчить преследование, двинулись на восток, к Блэк-Хилс. Плохая погода и ряд условий привели к тому, что объединённые силы распались 18 августа, и люди Терри вернулись на свои базы.
Отряд Джорджа Крука продолжал преследование, но вскоре начал испытывать нехватку припасов. Генерал приказал своим людям перейти на половинный паёк. Вскоре многие солдаты были вынуждены есть мулов и лошадей. Колонна под командованием капитана Энсона Миллса была отправлена в Дэдвуд, городок нелегальных золотоискателей в Блэк-Хилс, чтобы найти припасы, и по пути случайно наткнулась на лагерь вождя Американского Коня у Слим-Бьюттс.

## Сражение
Вечером 8 сентября 1876 года капитан Миллс со своими 150 солдатами из 3-го кавалерийского полка США окружил лагерь миннеконжу из 37 типи и атаковал его на следующее утро, убивая всех, кто оказывал сопротивление. Захваченные врасплох, индейцы бежали со смертельно раненным вождём и 15 женщинами и детьми, спрятавшимися в ближайшем овраге. Миннеконжу отбивались, пока не подошёл Крук с подкреплением, и вынудил их сдаться. Отказавшись от лечения армейскими хирургами после капитуляции, Американский Конь скончался от ран, умерли также две женщины и один ребёнок. Миннеконжу, которым удалось спаслись, сообщили другим индейцам, что они столкнулись с американскими солдатами.
Неистовый Конь и около 600 воинов быстро проехали 16 км на север к лагерю миннеконжу, расположенному в низине среди нескольких холмов. Со своих позиций на вершине холма индейские воины открыли огонь, заставив Крука образовать оборонительный периметр вокруг своих лошадей и мулов. Вскоре генерал приказал поджечь деревню Американского Коня. Крук послал вперёд шеренгу стрелков с четырьмя ротами пехоты во главе, за которыми следовали спешившиеся солдаты из трёх кавалерийских полков. После 45-минутной непрерывной перестрелки солдаты выбили большую часть воинов с их позиций на вершине холма. Несколько лакота удержали свои позиции, даже атаковали периметр 3-го кавалерийского полка в одном месте, но в конце концов были отброшены. Солдаты захватили 110 лошадей в деревне, а также запас сушёного мяса, который был разделён между больными и ранеными людьми Крука.
10 сентября Крук повёл своих голодающих людей прочь от тлеющей деревни, направляясь к Блэк-Хилс и обещанным припасам. Лакота продолжали вести непрерывные бои с американскими войсками в течение следующих нескольких дней, прежде чем Крук, наконец, добрался до колонны снабжения 15 сентября.

## Итоги
Сражение при Слим-Бьюттс стоило жизни двум кавалеристам и одному из гражданских разведчиков Крука, Джонатану Уайту, а также по меньшей мере 14 лакота. Битва стала для армии США поворотным моментом в войне за Чёрные Холмы. Американские военные продолжили искать оставшиеся свободные индейские лагеря и 21 октября произошёл очередной бой между индейцами и солдатами при Сидар-Крик.
Место битвы при Слим-Бьюттс находится на частной земле. В память о сражении неподалёку установлен памятник.